# USS Hyman G. Rickover (SSN-795)
El USS Hyman G. Rickover (SSN-795) es un submarino nuclear de ataque de la clase Virginia Bloque IV de la Armada de los Estados Unidos. El nombre del barco conmemora al almirante Hyman G. Rickover, pionero de la marina nuclear. El patrocinador del barco es Darleen Greenert, esposa del entonces Jefe de Operaciones Navales, el almirante Jonathan Greenert. Tanto el nombre del barco como su patrocinador fueron anunciados por el Secretario de Marina en una ceremonia en Washington Navy Yard el 9 de enero de 2015. El bautizo del Hyman G. Rickover se produjo el 31 de julio de 2021. Fue comisionado el 14 de octubre de 2023, durante una ceremonia en la Base Naval de Submarinos de New London, en Groton, Connecticut.